# Джунекан
Джунека́н (перс. جونقان‎) — город на юго-западе Ирана, в провинции Чехармехаль и Бахтиария. Входит в состав шахрестана Фарсан.
На 2006 год население составляло 14 660 человек; в национальном составе преобладают бахтиары и кашкайцы.
Альтернативные названия: Джунеган (Jooneghan), Джунакан (Junaqan), Джунокан (Junoqan).

## География
Город находится в центральной части Чехармехаля и Бахтиарии, в горной местности центрального Загроса, на высоте 2 032 метров над уровнем моря.
Джунекан расположен на расстоянии приблизительно 25 километров к юго-западу от Шехре-Корда, административного центра провинции и на расстоянии 385 километров к юго-западу от Тегерана, столицы страны.